# علاج جيني
الْعِلَاجُ الٔجِينِيُّ أو المُعَالَجَةُ الْجِينِيَّة هي عملية ادخال مورثات سليمة إلى الخلايا لتصحيح عمل المورثات غير الفعالة بغية علاج المرض. يرى العلماء أن العلاج الجيني قد يكون وسيلة فعالة لعلاج العديد من الأمراض الوراثية الناتجة من عطب مورثة واحدة مثل مثل الثلاسيميا والناعور وفقر الدم المنجلي والتليف الكيسي وغيرها من الأمراض. ترجع أول تجربة لاستخدام العلاج الجيني إلى عام 1990 عندما قام الطبيبان فرنش أندرسون ومايكل بلاز بمحاولة علاج طفلة مصابة بمرض عوز المناعة المشترك الشديد بادخال المورثة المختصة بتقوية جهاز المناعة في جسم الإنسان. لاقت التجربة نجاح جزئي حيث استطاع العلاج تقوية الجهاز المناعي للطفلة بنسبة 40%.
بين عام 1989 وديسمبر من عام 2018، أُجريت أكثر من 2,900 تجربة سريرية ما يزال أكثر من نصفها في المرحلة الأولى، وبحلول عام 2017، كان مستحضر لوكستورنا من شركة سبارك للأدوية (لعلاج العمى المحرض بطفرة المورثة RPE65/ كمنة ليبر الخلقية) ومستحضر كيمرايه لشركة نوفارتس (العلاج بخلايا تي المنتجة لمستقبلات الأضداد الخيمرية) أول علاجين جينيين تعتمدهما إدارة الغذاء والدواء الأمريكية في الأسواق. منذ ذلك الحين، حازت أدوية أخرى مثل زولجنسما لشركة نوفارتس وباتيزيران لشركة آلنيلام على موافقة إدارة الغذاء والدواء إضافةً إلى أدوية علاج جيني من شركات أخرى.
تستخدم أغلب الطرق الفيروسات المرتبطة بالغدية والفيروسات البطيئة لإدخال الجينات ضمن الكائنات الحية وخارجها على التوالي. تتصف الفيروسات المرتبطة بالغدية باستقرار قفيصتها الفيروسية وضعف تحريضها المناعي وقدرتها على تنبيغ كل من الخلايا المنقسمة وغير المنقسمة والدمج النوعي للمواقع الخلوية والتعبير طويل الأمد في العلاج ضمن العضوية. تتطب مقاربات «قليل النوكليوتيد النوعي للأليل/ الحمض النووي الريبوزي المتداخل الصغير» مثل تلك التي أجرتها شركتا «ألنيلام» و«أيونيس للصناعات الدوائية» أنظمة نقل مورثي غير فيروسية، إضافةً إلى استخدام آليات بديلة لاستهداف الخلايا الكبدية عبر ناقلات ن-أسيتيل-جالاكتوزأمين.
يهدف مفهوم العلاج الجيني لإصلاح الاضطرابات الجينية من مصدرها الأساسي، فإذا سببت طفرة ما في أحد الجينات إنتاج بروتين عاطل وظيفيًا يسبب (بصفة متنحية عادةً) مرضًا موروثًا، يمكن أن يُستخدم العلاج الجيني لإيصال نسخة من الجين السليم غير الحامل للطفرة الضارة إلى الخلايا لإنتاج بروتين وظيفي. يُشار إلى هذه الاستراتيجية بالعلاج بالاستبدال الجيني، ويمكن تطبيقها لعلاج أمراض الشبكية الوراثية.
غالبًا ما ينطبق مفهوم العلاج بالاستبدال الجيني على الأمراض المتنحية، لكن الاستراتيجيات الحديثة تقترح أنه ملائم أيضًا لعلاج حالات ناجمة عن نماذج وراثية سائدة.
- أدى اكتشاف تقنية كريسبر للتعديل الجيني إلى فتح أبواب جديدة لتطبيقها واستخدامها في العلاج الجيني، إذ يمكن لهذه التقنية تصحيح عيب جيني محدد ضمن المورثة بدلًا من التبديل المعزول للجينات. قد تتاح لنا خيارات علاجية أخرى في المستقبل لتخطي العقبات الطبية مثل إزالة مستودعات فيروس عوز المناعة البشرية الكامن وتصحيح الطفرات المسببة لفقر الدم المنجلي.[6]
- يهدف العلاج الجيني الصنعي إلى تمكين خلايا الجسم من تولي وظائف لا تؤديها وظيفيًا في الحالة الطبيعية. أحد الأمثلة على ذلك ما يطلق عليه العلاج الجيني لاستعادة البصر، وهو يهدف لاستعادة القدرة على الرؤية في المراحل الانتهائية من أمراض الشبكية. في هذه الأمراض، تخسر العين خلايا المستقبلات الضوئية الأساسية الحساسة للضوء في الشبكية بشكل دائم، لكن باستخدام العلاج الجيني الصنعي يمكن إدخال بروتينات حساسة ضوئيًا إلى باقي خلايا الشبكية لمنحها حساسيةً ضوئيةً تمكنها من إرسال إشارات بصرية إلى الدماغ، ومازالت التجارب السريرية قائمةً حتى الآن.[7][7]

لا يمكن أن نًعد جميع الإجراءات الطبية التي تغير من تركيب المريض الجيني علاجًا جينيًا، فعمومًا تؤدي عملية نقل نخاع العظم وزرع الأعضاء إلى إدخال دنا غريب إلى أجسام المرضى أيضًا.

## مبدأ العلاج وأنواعه
تقوم فكرة العلاج على إدخال مورثة فعالة وظيفيا إلى الخلايا عن طريق تحميل المورثات إلى وسيط يعرف باسم الناقل. يقوم الناقل بعدها بتعداء الخلايا المستهدفة وإدخال الجين إلى الخلية وبالتالي إعادة إنتاج البروتين المفقود. يمكن تعداء الخلايا المستهدفة إما عن طريق استخلاص الخلايا وزرعها وتعدائها خارج الحي ومن ثم إعادة زرعها في جسم المريض، أو مباشرة داخل الحي.
يمكن استخدام العلاج على كل من الخلايا الجسمية أو البرعمية، ولكن معظم التجارب انصبت على استخدام الخلايا الجسمية كهدف رئيسي لصعوبة التعامل مع الخلايا البرعمية.
يوجد عدة طرق مستخدمة لإيصال المورثة للخلايا المستهدفة في العلاج الجيني أكثرها شيوعا هو إدخال المورثات إلى مواقع غير محددة في جسم المريض وبالتالي محاولة نقل المورثة لأكبر عدد من الخلايا، أو من خلال استبدال المورثة المعطوبة بمورثة سليمة عن طريق عمليات التأشيب المثلي وغيرها من الطرق.

## أنواع العلاج الجيني
العلاج الجيني يمكن تقسيمه إلى قسمين، واحد منهما فقط يستخدم عند الإنسان:

### علاج المورثات الجسمية
كما يقترح الاسم، في علاج الخلايا الجسمية، المورثة المُعالِجة تنتقل إلى الخلايا الجسمية (ليست خلايا جنسية)، أو إلى جسم المريض. أي تعديل أو تغيير في التأثير سوف يقتصر على المريض نفسه، ولا ينتقل التغيير الحاصل إلى الأبناء أو الجيال القادمة. علاج المورثات الجسمية يمثل الخط السائد للأبحاث الحالية والسريرية، حيث يستخدم الحمض النووي المُعدل وراثياً لعلاج أمراض الإنسان.
العديد من تجارب علاج المورثات الجسمية هي حاليا في طور التجارب السريرية بنسب نجاح متنوعة. ما يزيد عن 600 تجربة سريرية يُستخدم فيها العلاج بالمورثات الجسمية تُجرى حاليا في أمريكا. العديد من هذه التجارب تركز على علاج الأمراض الوراثية المزمنة، تشمل على أمراض نقص المناعة، مرض الناعور، مرض الثلاسيميا، ومرض التليف الكيسي. هذه الأمراض هي مُرشح جيد للعلاج بالمورثات الجسمية لأنها تُسبب بواسطة خلل في مورثة واحدة فقط. يُظهر علاج المورثات الجسمية وعود جيدة لعلاج الأمراض، في حين أن التصحيح الكامل للأمراض الوراثية أو استبدال أكثر من مورثة مسببة لمرض معين، هو غير ممكن حالياً. القليل فقط من التجارب السريرية وصل إلى مراحل متقدمة في الأبحاث.

### علاج المورثات التي تنتقل فيها الصفات الوراثية
في هذه الخلايا، الخلايا الجنسية (النطفة أو البيضة) يتم تعديلها عن طريق إدخال مورثة معدلة وظيفياً، والتي يتم دمجها بالعوامل الوراثية (الجينوم). الخلايا الجنسية تتحد لتشكل البيضة الملقحة والتي تنقسم لتعطي جميع الخلايا في الكائن الحي ولذلك إذا تم أي تعديل في هذه المورثات سوف يأثر على جميع خلايا هذا الكائن الحي لاحقاً وسوف يحتوي على المورثة المعدلة. هذا الطريقة بالعلاج سوف تجعل المورثات المعدلة تنتقل بين الأجيال. لذلك ينبغي نظرياً في هذه الطريقة من العلاج أن يتم مقاومة وعلاج الأمراض الوراثية. بعض السلطات القضائية في أستراليا، كندا، ألمانيا، إسرائيل، سويسرا، وهولندا تمنع استخدام هذه الطريقة من العلاج على الإنسان،على الأقل في الوقت الحاضر لأسباب أخلاقية وتقنية تتضمن قلة المعرفة في احتمالية إصابة الأجيال اللاحقة ولأن لديها مخاطر أكبر من علاج المورثات الجسمية. أمريكا ليس لديها أي تشريع أو قانون خاص لعلاج المورثات الجسمية أو المورثات التي تنتقل فيها الصفات الوراثية (ما عدا التشريعات واللوائح التي وضعتها إدارة الغذاء والدواء للعلاجات بشكل عام).

## النواقل
بالإنجليزية تعني(vectors)
يوجد عدة أنواع من النواقل التي تستخدم في العلاج الجيني ويمكن تقسيمها بشكل عام إلى نواقل فيروسية ونواقل غير فيروسية وطور الباحثون نوع من النواقل يمزج ما بين النوعان الرئيسيان.

### النواقل الفيروسية
معظم الفيروسات تنقل المحتوى الوراثي لها للخلية المستهدفة كجزء من دورة حياتها. ولهذا استخدم العلماء فيروسات معدلة وراثياً كوسيلة نقل للجين إلى الخلايا المستهدفة. من الفيروسات التي استخدمت كنواقل الفيروسات الغدية والفيروسات المرتبطة بالفيروسات الغدية والفيروسات القهقرية. بعض المشاكل التي قد تحدث عند استخدام النواقل الفيروسية استعادة الفيروس للنشاط الإمراضي له وبالتالي إصابة المرضى بأمراض أخرى كما حدث في إحدى التجارب السريرية عند إصابة 3 من أصل 9 مرضى بأبيضاض الدم. من المشاكل الأخرى عدم وجود ضمانات بأن النواقل ستقوم باستهداف الخلايا المطلوبة أو قيام الفيروسات بإدخال المواد الوراثية للخلية في المكان غير الصحيح وبالتالي إعطاب عمل مورثات أخرى.
تختلف الحوامل حسب الهدف من العلاج أو حسب الخلايا المستهدفة وأهم هذه الحوامل:

#### الفيروسات القهقرية
هي فيروسات مغلفة جينومها ssRNA ينتسخ إلى DNA
الجينوم يحوي 3مناطق:
- gag: يرمز لبروتينات الفيروس
- Pol ترمز للناسخة العكسية
- Env: ترمز لبروتينات الغطاء
- في نهاية الجينوم هناك نهاية طويلة متكررة «long terminal repeats (LTRs)»

تتميز بانها مكان للبروموتر والمعزز وكذلك تحوي تتاليات ضرورية لادخال الدنا للخلايا الهدف.
تتميز بان باستطاعتها الدخول للعديد من الخلايا وادخال جينومها ضمن جينوم الخلية. بشكل ثابت ولمدة طويلة. وهي لا تستطيع التضاعف إذا تم ازالة الجينوم الخاص بها وان ادخال بروموترات معينة تزيد التعبير عن الجين « حسب النسيج المستهدف» واستخدام هذه الفيروسات يعتمد على وجود مستقبلات معينة على سطح الخلايا الهدف

#### الفيروسات الغدانية
هذه الفيروسات كبيرة نسبيا «70–90 nm» وغير مغلفة حمض نووي ريبوزي منقوص الأكسجين وجينومه اعقد من الفيروس القهقهري.
—تتميز بقدرتها على اعدء الخلايا الغير المنقسمة وتعطي تعبير كبير عن منتجات الجينية
—والتجارب على الحيوانات اظهرت تعبير عن الجينات المحمولة بالفيروسات الغدانية في القلب والعضلات والجهاز العصبي. والتعبير عن الجينات استمرت لمدة 2-3 اسابيع تحفز استجابة مناعية مما يحد من استعمالها

## اقرأ أيضا
- مورثة
- كروموزوم